# Đại hội Thể thao châu Á 2018
Đại hội Thể thao châu Á 2018 (tiếng Indonesia: Pesta Olahraga Asia 2018 or Asian Games 2018), tên chính thức là Đại hội Thể thao châu Á lần thứ 18 (tiếng Indonesia: Pesta Olahraga Asia ke-18), còn được biết đến với tên gọi Jakarta-Palembang 2018 hoặc Indonesia 2018, là một sự kiện thể thao đa môn cấp châu lục được tổ chức từ ngày 18 tháng 8 đến ngày 2 tháng 9 năm 2018 tại hai thành phố Jakarta và Palembang của Indonesia.
Đây là lần đầu tiên trong lịch sử Á vận hội mùa hè được đồng tổ chức bởi hai khu vực khác nhau. Thủ đô Jakarta (đã từng đăng cai Á vận hội năm 1962) và thành phố Palembang – thủ phủ tỉnh Nam Sumatra – là hai thành phố chủ nhà chính. Các sự kiện cũng diễn ra tại một số địa phương lân cận như Bandung và các tỉnh Tây Java, Banten. Lễ khai mạc và bế mạc được tổ chức tại Sân vận động Gelora Bung Karno ở Jakarta. Ban đầu, quyền đăng cai được trao cho Hà Nội, Việt Nam, tuy nhiên vào năm 2014, Việt Nam rút lui vì lo ngại về ngân sách và nhiều yếu tố khác.
Một số môn thể thao không thuộc Olympic đã bị loại khỏi chương trình thi đấu, nhưng đồng thời các môn mới dự kiến sẽ có mặt tại Olympic Tokyo 2020 (như bóng rổ 3x3) đã được bổ sung. Thể thao điện tử (Esports) và bóng nướ canoe (canoe polo) được đưa vào thi đấu với tư cách môn biểu diễn.
Trung Quốc tiếp tục dẫn đầu bảng tổng sắp huy chương lần thứ mười liên tiếp. Triều Tiên và Hàn Quốc đã lần đầu tiên diễu hành dưới một lá cờ thống nhất trong lễ khai mạc và thi đấu chung ở một số nội dung. Đặc biệt, hai nước đã giành được huy chương vàng đầu tiên trong lịch sử dưới màu cờ chung tại một sự kiện thể thao đa môn. Tổng cộng đã có 6 kỷ lục thế giới, 18 kỷ lục châu Á và 86 kỷ lục Á vận hội được phá vỡ. Vận động viên bơi lội Nhật Bản Rikako Ikee được vinh danh là VĐV xuất sắc nhất đại hội.

## Quá trình đấu thầu
Ban đầu, Hội đồng Olympic châu Á (OCA) dự định tổ chức Á vận hội 2018 vào năm 2019, để tránh trùng với Thế vận hội mùa đông 2018 và nhằm tổ chức cách một năm trước Olympic Tokyo 2020. Tuy nhiên, sau khi Indonesia được trao quyền đăng cai, OCA đã quyết định giữ nguyên thời gian tổ chức là năm 2018 để không ảnh hưởng đến cuộc tổng tuyển cử của Indonesia năm 2019.

### Giai đoạn đầu tranh cử
Hà Nội, Việt Nam ban đầu là thành phố được lựa chọn đăng cai sau khi chiến thắng trước hai đối thủ là Surabaya (Indonesia) và Dubai (UAE) trong cuộc bỏ phiếu ngày 8 tháng 11 năm 2012, với 29 phiếu so với 14 phiếu của Surabaya. Dubai rút lui vào phút chót với lý do muốn tập trung cho các kỳ đại hội trong tương lai. Phó Chủ tịch Ủy ban Olympic UAE sau đó phủ nhận việc Dubai chính thức nộp đơn đăng cai, nói rằng thành phố chỉ "cân nhắc" chứ chưa hề chính thức ứng cử
Tuy nhiên, đến tháng 3 năm 2014, bắt đầu xuất hiện những lo ngại về khả năng tài chính của Việt Nam trong việc tổ chức đại hội. Mức chi ngân sách dự kiến ban đầu là 150 triệu USD bị cho là phi thực tế, và một số nguồn cho rằng chi phí thực tế có thể vượt quá 300 triệu USD. Ngoài ra, các nhà phê bình còn chỉ ra rằng nhiều sân vận động được xây cho SEA Games 2003 tại Việt Nam đã không được sử dụng hiệu quả sau đó. Cựu Chủ tịch Ủy ban Olympic Việt Nam, ông Hà Quang Dự, cũng cho rằng việc đăng cai Á vận hội sẽ không mang lại hiệu quả du lịch đáng kể cho Việt Nam.
Đến ngày 17 tháng 4 năm 2014, Thủ tướng Nguyễn Tấn Dũng chính thức tuyên bố rút lui khỏi quyền đăng cai, với lý do đất nước chưa sẵn sàng và đang chịu ảnh hưởng của khủng hoảng kinh tế, nên không thể chi trả cho việc xây dựng cơ sở hạ tầng. Quyết định này nhận được sự ủng hộ rộng rãi từ người dân Việt Nam. Không có hình phạt nào được áp dụng cho việc rút lui này.

### Chỉ định Jakarta và Palembang
Sau khi Hà Nội rút lui, Hội đồng Olympic châu Á (OCA) cho biết Indonesia, Trung Quốc và Các Tiểu vương quốc Ả Rập Thống nhất là những ứng viên chính đang được cân nhắc để đăng cai tổ chức. Trong đó, Indonesia được xem là ứng viên sáng giá nhất vì Surabaya từng là thành phố về nhì trong cuộc chạy đua giành quyền đăng cai trước đó, và bày tỏ sẵn sàng tổ chức nếu được chọn. Philippines và Ấn Độ cũng bày tỏ sự quan tâm đến việc đăng cai, tuy nhiên Ấn Độ không thể nộp hồ sơ vào phút chót vì không sắp xếp được buổi làm việc với Thủ tướng Narendra Modi dù đã được OCA gia hạn thời hạn.
Ngày 5 tháng 5 năm 2014, OCA đã đến thăm một số thành phố của Indonesia, bao gồm Jakarta, Surabaya, Bandung và Palembang. Tại thời điểm này, Surabaya quyết định rút khỏi cuộc đua đăng cai Đại hội và tập trung tổ chức Đại hội thể thao trẻ châu Á 2021 đã được lên kế hoạch từ trước. Ngày 25 tháng 7 năm 2014, trong cuộc họp tại thành phố Kuwait, OCA chính thức chỉ định Jakarta là thành phố đăng cai Đại hội, với Palembang là thành phố đồng đăng cai hỗ trợ. Là thủ đô và cũng là thành phố lớn thứ ba ở Nam bán cầu, Jakarta được chọn nhờ hệ thống cơ sở vật chất thể thao hiện đại, mạng lưới giao thông thuận tiện và các dịch vụ lưu trú như khách sạn và nhà nghỉ đầy đủ cho các đoàn khách. Ngày 20 tháng 9 năm 2014, Indonesia đã ký hợp đồng đăng cai và chính thức được công bố là nước chủ nhà trong lễ bế mạc Đại hội Thể thao châu Á 2014 tại Incheon. Ngay sau khi được chỉ định, một ban tổ chức đã được thành lập.

## Địa điểm và cơ sở hạ tầng
Đối với đại hội, một số địa điểm sẽ được xây dựng, cải tạo và chuẩn bị trên bốn tỉnh ở Indonesia: Jakarta, Nam Sumatra, Banten, và Tây Java. Các cơ sở cho Đại hội Thể thao châu Á 2018 được đặt tại thủ đô Jakarta và Palembang (Nam Sumatra), trong bốn cụm thể thao khác nhau (ba ở Jakarta và một ở Palembang). Tuy nhiên, 15 đấu trường cho các trận đấu và 11 đấu trường huấn luyện ở Tây Java và Banten có chung đường biên giới với Jakarta, sẽ được sử dụng để hỗ trợ việc thực hiện Đại hội Thể thao châu Á 2018. Sẽ có tổng cộng 80 địa điểm cho các cuộc thi và đào tạo. Tổ chức nay hy vọng sẽ giảm chi phí bằng cách sử dụng các cơ sở thể thao và cơ sở hạ tầng hiện có, bao gồm những địa điểm đó được xây dựng cho Đại hội Thể thao Đông Nam Á 2011, và sau khi nội dung thi đấu thử nghiệm của Đại hội Thể thao châu Á 2018 vào tháng 2, Inasgoc được di chuyển một số môn thể thao sẽ được tổ chức ở Triển lãm quốc tế Jakarta đến Trung tâm hội nghị Jakarta.

### Jakarta
Khu liên hợp thể thao Gelora Bung Karno ở Jakarta sẽ tự mình tổ chức 13 môn thể thao sau khi cải tạo. Sức chứa của sân vận động chính 55 tuổi được giảm từ 88.000 xuống 76.127 khán giả. Một hệ thống nhận diện khuôn mặt cũng sẽ cài đặt tại sân vận động với dự đoán các mối đe dọa khủng bố. Một sân đua xe đạp đang được xây dựng tại Rawamangun ở Đông Jakarta, với chi phí 40 triệu đô la Mỹ cho đua xe đạp, cầu lông, bóng đá trong nhà, bóng rổ và đấu vật. Một cơ sở đua ngựa đang được xây dựng tại Pulomas với chi phí 30,8 triệu đô la Mỹ, có thể chứa tới 1.000 khán giả. Nó được thiết lập để được trang bị 100 chuồng ngựa, vận động viên ở, một bệnh viện động vật, nơi huấn luyện, và một khu vực đậu xe trên một lô đất rộng 35 ha.

#### Khu liên hợp thể thao Gelora Bung Karno
| Địa điểm                       | Nội dung thi đấu                                                  | Sức chứa          |
| ------------------------------ | ----------------------------------------------------------------- | ----------------- |
| Sân vận động Gelora Bung Karno | Lễ khai mạc và bế mạc                                             | 76.127            |
| Sân vận động Gelora Bung Karno | Điền kinh                                                         | 76.127            |
| Istora                         | Cầu lông                                                          | 7.110             |
| Istora                         | Bóng rổ                                                           | 7.110             |
| Trung tâm thể thao dưới nước   | Thể thao dưới nước (nhảy cầu, bơi lội, bơi nghệ thuật, bóng nước) | 8.630             |
| Quần vợt (trong nhà)           | Bóng chuyền                                                       | 3.300             |
| Quần vợt (ngoài trời)          | Bóng rổ 3×3                                                       | 5.000             |
| Sảnh bóng rổ                   | Bóng rổ                                                           | 2.920             |
| Khúc côn cầu trên cỏ           | Khúc côn cầu trên cỏ                                              | 350               |
| Bóng chày trên cỏ              | Bóng chày                                                         | 2.500             |
| Bóng mềm trên cỏ               | Bóng mềm                                                          | 503               |
| Bắn cung trên cỏ               | Bắn cung                                                          | 256               |
| Bóng bầu dục trên cỏ           | Bóng bầu dục bảy người                                            |                   |
| Training Facility              | Bóng quần                                                         |                   |
| Trung tâm hội nghị Jakarta     | Đấu kiếm                                                          | địa điểm tạm thời |
| Trung tâm hội nghị Jakarta     | Judo                                                              | địa điểm tạm thời |
| Trung tâm hội nghị Jakarta     | Karate                                                            | địa điểm tạm thời |
| Trung tâm hội nghị Jakarta     | Võ thuật (Jujitsu, Đấu vật, Kurash, và Sambo)                     | địa điểm tạm thời |
| Trung tâm hội nghị Jakarta     | Taekwondo                                                         | địa điểm tạm thời |

#### Địa điểm khác ở Jakarta

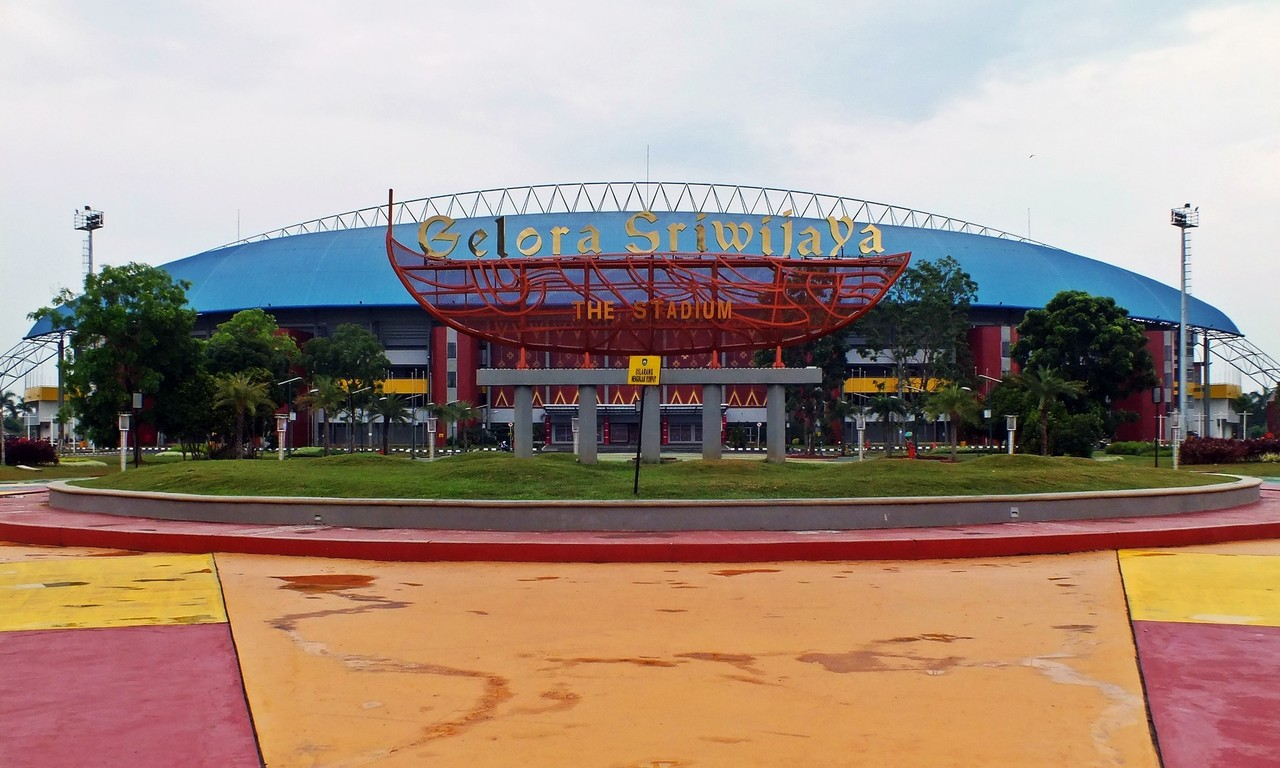
Sân vận động Gelora Sriwijaya sẽ tổ chức trận chung kết bóng đá nữ.

| Địa điểm                           | Nội dung thi đấu       | Sức chứa          | Vị trí                                   |
| ---------------------------------- | ---------------------- | ----------------- | ---------------------------------------- |
| Sân đua xe đạp quốc tế Jakarta     | Đua xe đạp (lòng chảo) | 4.000             | Rawamangun, Đông Jakarta                 |
| Bóng chày trên cỏ Rawamangun       | Bóng chày              |                   | Rawamangun, Đông Jakarta                 |
| Công viên đua ngựa quốc tế Jakarta | Đua ngựa               | 920               | Pulomas, Đông Jakarta                    |
| Trung tâm BMX quốc tế Pulomas      | Đua xe đạp (BMX)       |                   | Pulomas, Đông Jakarta                    |
| Bến bãi biển Alcohol               | Thuyền buồm            |                   | Alcohol, Bắc Jakarta                     |
| Bến bãi biển Alcohol               | Jet ski                |                   | Alcohol, Bắc Jakarta                     |
| Sảnh Pencak Silat                  | Pencak silat           |                   | Taman Mini Indonesia Indah, Đông Jakarta |
| Nhà hát Garuda                     | Kabaddi                | 1.500             | Taman Mini Indonesia Indah, Đông Jakarta |
| Triển lãm quốc tế Jakarta          | Quyền Anh              | địa điểm tạm thời | Kemayoran, Trung Jakarta                 |
| Triển lãm quốc tế Jakarta          | Đánh bài               | địa điểm tạm thời | Kemayoran, Trung Jakarta                 |
| Triển lãm quốc tế Jakarta          | Thể dục dụng cụ        | địa điểm tạm thời | Kemayoran, Trung Jakarta                 |
| Triển lãm quốc tế Jakarta          | Wushu                  | địa điểm tạm thời | Kemayoran, Trung Jakarta                 |
| Triển lãm quốc tế Jakarta          | Bóng bàn               | địa điểm tạm thời | Kemayoran, Trung Jakarta                 |
| Triển lãm quốc tế Jakarta          | Cử tạ                  | địa điểm tạm thời | Kemayoran, Trung Jakarta                 |
| Sân golf Pondok Indah              | Golf                   |                   | Pondok Indah, Nam Jakarta                |
| Phòng thể thao POPKI               | Bóng ném               | -                 | Cibubur, Đông Jakarta                    |
| Phòng thể thao Bulungan            | Bóng chuyền            |                   | Bulungan, Nam Jakarta                    |

### Palembang
Khu liên hợp Thành phố thể thao Jakabaring tại Palembang sẽ tổ chức các sự kiện thể thao khác. Một số kế hoạch đã được nâng lên để bổ sung và cải thiện các cơ sở trong khu liên hợp, bao gồm sức chứa nâng cấp của sân vận động Gelora Sriwijaya từ 36.000 đến 60.000 chỗ ngồi đã bị hủy, thay vào đó sức chứa đã giảm xuống còn 27.000 sau khi lắp đặt ghế riêng cho toàn bộ sân vận động cùng với sân điền kinh và các cơ sở khác cải thiện trong sân vận động. Địa điểm mới ở thành phố thể thao Jakabaring là một sân bowling 40 làn được hoàn thành vào cuối tháng 5 năm 2018. Tám sân quần vợt bổ sung được xây dựng trong khu liên hợp cho Á vận hội. Chiều dài của địa điểm canoeing và chèo thuyền ở Hồ Jakabaring đã được mở rộng đến 2.300 mét cùng với các cơ sở chèo thuyền và một bộ lạc được xây dựng trên bờ hồ. Các địa điểm tồn tại khác sẽ được sử dụng cho Đại hội Thể thao châu Á cũng đã được cải tạo, bao gồm cả phòng thể thao Ranau như địa điểm cầu mây.
| Địa điểm                        | Nội dung thi đấu                               | Sức chứa | Vị trí                        |
| ------------------------------- | ---------------------------------------------- | -------- | ----------------------------- |
| Sân vận động Gelora Sriwijaya   | Bóng đá nữ                                     | 27.000   | Thành phố thể thao Jakabaring |
| Sân quần vợt                    | Quần vợt, Quần vợt mềm                         |          | Thành phố thể thao Jakabaring |
| Hồ Jakabaring                   | Canoeing (nước rút và đua thuyền truyền thống) |          | Thành phố thể thao Jakabaring |
| Hồ Jakabaring                   | Chèo thuyền                                    |          | Thành phố thể thao Jakabaring |
| Hồ Jakabaring                   | Ba môn phối hợp                                |          | Thành phố thể thao Jakabaring |
| Phòng thể thao Ranau            | Cầu mây                                        | 2.000    | Thành phố thể thao Jakabaring |
| Trung tâm Bowling Jakabaring    | Bowling                                        | 300      | Thành phố thể thao Jakabaring |
| Đấu trường leo núi thể thao     | Leo núi thể thao                               |          | Thành phố thể thao Jakabaring |
| Đấu trường bóng chuyền bãi biển | Bóng chuyền bãi biển                           |          | Thành phố thể thao Jakabaring |
| Dãy bắn súng                    | Bắn súng                                       |          | Thành phố thể thao Jakabaring |
| Đấu trường thể thao patin       | Thể thao patin                                 |          | Thành phố thể thao Jakabaring |
| Sân vận động Bumi Sriwijaya     | Bóng đá nữ                                     | 7.000    | Palembang                     |

### Tây Java và Banten
| Địa điểm                          | Nội dung thi đấu                | Sức chứa | Vị trí                       |
| --------------------------------- | ------------------------------- | -------- | ---------------------------- |
| Sân vận động Jalak Harupat        | Bóng đá nam                     | 27.000   | Bandung Regency              |
| Sân vận động Pakansari            | Bóng đá nam                     | 30.000   | Bogor                        |
| Sân vận động Patriot Chandrabhaga | Bóng đá nam                     | 30.000   | Bekasi                       |
| Sân vận động Wibawa Mukti         | Bóng đá nam                     | 28.778   | Cikarang, Bekasi Regency     |
| Gunung Mas                        | Dù lượn                         | -        | Puncak, Bogor Regency        |
| Trường học cưỡi ngựa APM          | Năm môn phối hợp hiện đại       | -        | Tigaraksa, Tangerang Regency |
| Đường phố Subang                  | Đua xe đạp (MTB và đường đua)   | -        | Subang Regency               |
| Bendung Rentang                   | Canoeing (vượt chướng ngại vật) | -        | Majalengka Regency           |

### Làng vận động viên
Làng vận động viên ở Jakarta được xây dựng tại Kemayoran với diện tích 10 ha, trong đó có 7.424 căn hộ trong 10 tòa tháp. Tổng số sức chứa chỗ trọ 22.272 tại làng vượt quá tiêu chuẩn của Ủy ban Olympic Quốc tế, yêu cầu chủ nhà Đại hội phải cung cấp phòng cho 14.000 vận động viên. Làng vận động viên bên trong thành phố thể thao Jakabaring tại Palembang sẽ có 3.000 vận động viên và quan chức.

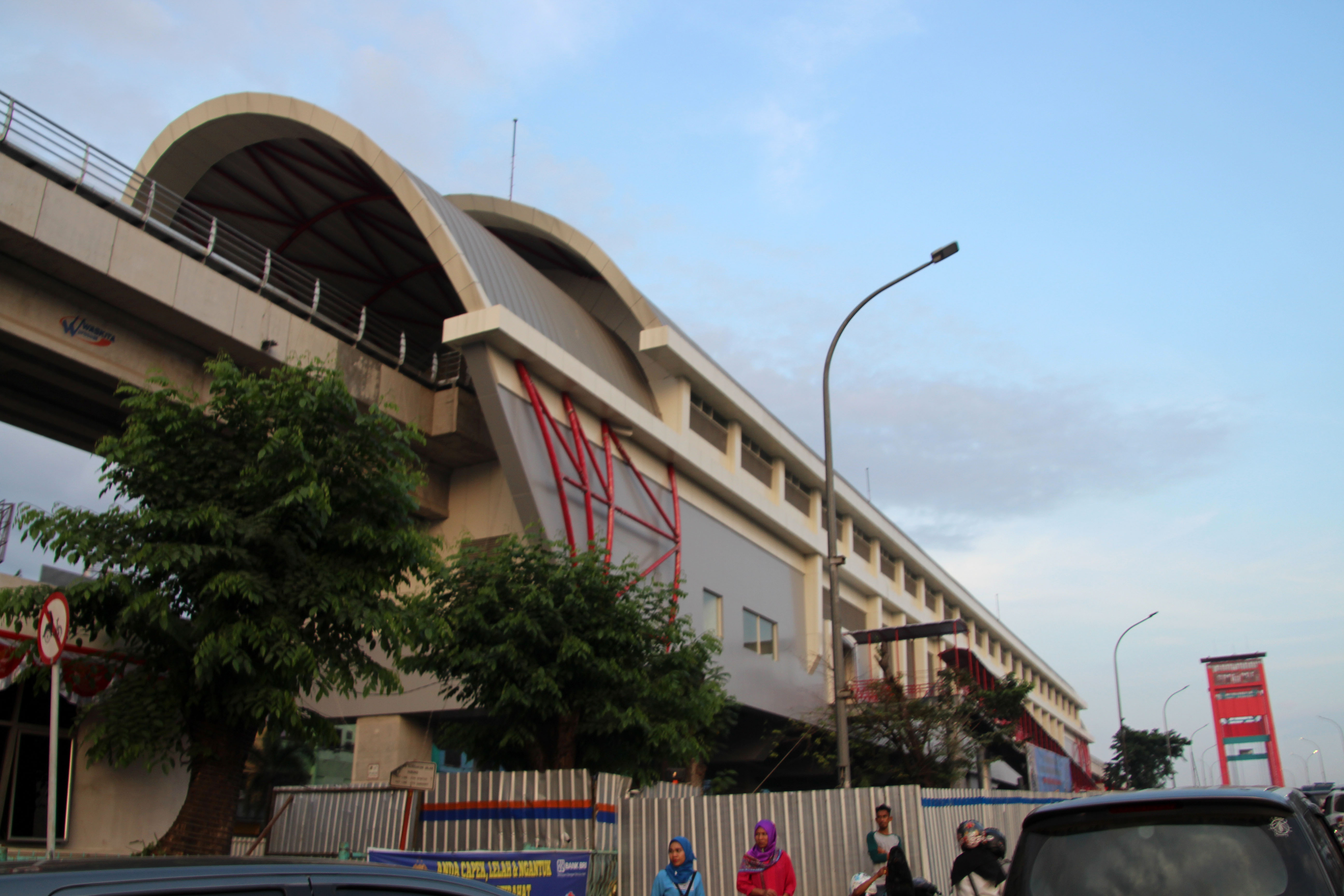
Trạm ga LRT Ampera, một trong 13 trạm ga của LRT Palembang sẽ được sử dụng để nâng cấp khả năng giao thông vận tải của thành phố trước Đại hội Thể thao châu Á.

### Giao thông vận tải
Là một phần của việc chuẩn bị Đại hội, việc xây dựng Jakarta MRT và Jakarta LRT sẽ được tăng tốc. Một tuyến Jakarta LRT sẽ kết nối làng vận động viên tại Kemayoran ở Trung Jakarta đến sân đua xe đạp tại Rawamangun ở Đông Jakarta. Palembang cũng sẽ nâng cấp các phương tiện giao thông của họ bằng cách xây dựng 25 km của Hệ thống giao thông đường sắt hạng nhẹ Palembang từ sân bay quốc tế Sultan Mahmud Badaruddin II đến thành phố thể thao Jakabaring. Các phương tiện giao thông khác như đường chui, cầu vượt và cầu cũng sẽ được xây dựng trong thành phố. Sân bay quốc tế Sultan Mahmud Badaruddin II sẽ mở rộng các nhà ga đến và đi hiện tại, và cũng xây dựng một cầu vượt với một nhà ga hệ thống giao thông đường sắt hạng nhẹ (LRT) có thể chở hành khách đến Jakabaring.

## Đại hội

### Lễ khai mạc

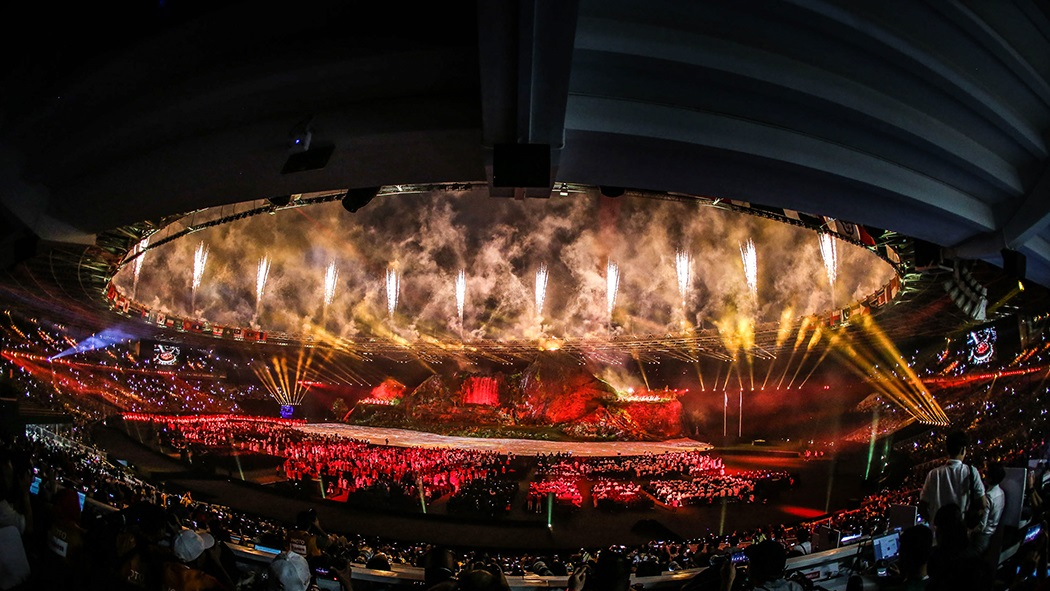
Lễ khai mạc

Lễ khai mạc được bắt đầu lúc 19:00 giờ Tây Indonesia và cũng chính là giờ Việt Nam (GMT+7) vào ngày thứ 7, ngày 18 tháng 8 năm 2018. Wishnutama, Giám đốc điều hành của mạng lưới truyền hình Indonesia NET. là giám đốc sáng tạo cho buổi lễ. Buổi lễ được diễn ra một ngọn núi cao 26 mét với một thác nước làm nền của nó, đi kèm với cây và hoa của Indonesia. Các đại biểu Bắc Triều Tiên và Hàn Quốc hành quân cùng nhau dưới một lá cờ thống nhất của Triều Tiên được đánh dấu lần đầu tiên cả hai quốc gia đã làm như vậy trong Đại hội Thể thao châu Á sau 12 năm.
Đại hội này đã được khai trương chính thức bởi Tổng thống Indonesia, Joko Widodo.

### Môn thể thao
Vào tháng 3 năm 2017, Hội đồng Olympic châu Á ban đầu thông báo rằng Đại hội đã có 484 nội dung thi đấu trong 42 môn thể thao, bao gồm 28 môn thể thao Olympic cố định tranh tài tại Thế vận hội Mùa hè 2016, 5 môn thể thao bổ sung sẽ được tranh tài tại Thế vận hội Mùa hè 2020 ở Tokyo, cũng như các nội dung thi đấu trong các môn thể thao ngoài Olympic khác. Vào tháng 4 năm 2017, OCA đã phê duyệt chương trình giảm xuống để đáp ứng các mối quan tâm về chi phí; đấu vật đai, cricket, kurash, trượt ván, sambo, và lướt sóng đã bị loại khỏi chương trình, và phải giảm số lượng thi đấu trong đánh bài, jet ski, ju jitsu, dù lượn, leo núi thể thao, taekwondo (đặc biệt, tất cả đều các lớp trọng lượng ngoài Olympic) và wushu. Những thay đổi này đã được giảm tổng số nội dung thi đấu xuống còn 431.
Chương trình cuối cùng đã được công bố vào tháng 9 năm 2017, tăng lên 462 nội dung thi đấu trong 40 phân môn như chương trình lớn thứ hai trong lịch sử Đại hội Thể thao châu Á. Các phân môn bổ sung được giới thiệu tại Thế vận hội Mùa hè 2020 cũng được bổ sung, bao gồm bóng rổ 3x3 và BMX tự do.
Lần đầu tiên trong lịch sử Đại hội Thể thao châu Á, eSports và canoe polo đã được tranh tài như một môn thể thao trình diễn trong Đại hội. Sáu bộ môn video game sẽ được giới thiệu trong nội dung thi đấu này.
| - Thể thao dưới nước - Nhảy cầu - - Bơi lội - - Bơi nghệ thuật - - Bóng nước - Bắn cung - Điền kinh - Cầu lông - Bóng chày - Bóng chày - - Bóng mềm - Bóng rổ - - Bóng rổ 3×3 - Bóng rổ - Bowling - Quyền Anh - Đánh bài - Canoeing - - Thuyền rồng - Vượt chướng ngại vật - Nước rút | - Đua xe đạp - - BMX - Xe đạp leo núi - Đường trường - Lòng chảo - Cưỡi ngựa - - Biểu diễn - Tổng hợp - Nhảy ngựa - Đấu kiếm - Khúc côn cầu trên cỏ - Bóng đá - Golf - Thể dục dụng cụ - - Nghệ thuật - Nhịp điệu - Nhào lộn - Bóng ném - Jet ski - Judo | - Kabaddi - Karate - Võ thuật - Ju-jitsu - - Kurash - - Pencak silat - - Sambo - - Wushu - Năm môn phối hợp hiện đại - Dù lượn - Thể thao patin - - Trượt băng tốc độ nội tuyến - Trượt ván - Chèo thuyền - Bóng bầu dục bảy người - Thuyền buồm - Cầu mây | - Bắn súng - Leo núi thể thao - Bóng quần - Bóng bàn - Taekwondo - Quần vợt - Quần vợt - - Soft tennis - Ba môn phối hợp - Bóng chuyền - - Bóng chuyền bãi biển - Bóng chuyền trong nhà - Cử tạ - Đấu vật |

Thể thao trình diễn
- Thể thao điện tử

- Canoe polo

### Các Ủy ban Olympic Quốc gia đang tham gia
Tất cả 46 thành viên của Hội đồng Olympic châu Á đã được tham gia vào đại hội. Nó đã được thống nhất rằng Bắc Triều Tiên và Hàn Quốc được tranh tài với tư cách là một đội tuyển thống nhất trong một số nội dung thi đấu dưới tiêu đề "Triều Tiên" (COR), như họ đã làm tại Thế vận hội Mùa đông 2018. Cả hai quốc gia cũng sẽ cùng nhau hành quân dưới một lá cờ thống nhất trong lễ khai mạc và bế mạc.
Ban đầu được thiết lập để tranh tài với tư cách là vận động viên châu Á độc lập, vận động viên Kuwait được cho phép tranh tài dưới lá cờ của họ chỉ hai ngày trước lễ khai mạc.
Dưới đây là danh sách tất cả các NOC đã tham gia. Số lượng các vận động viên của mỗi đoàn được chỉ ra trong dấu ngoặc đơn.
| Các Ủy ban Olympic Quốc gia đang tham gia |
| --- |
| - Afghanistan (65) - Bahrain (109) - Bangladesh (117) - Bhutan (24) - Brunei (15) - Campuchia (45) - Trung Quốc (845) - Hồng Kông (580) - Ấn Độ (572) - Indonesia (938) (chủ nhà) - Iran (378) - Iraq (56) - Nhật Bản (762) - Jordan (35) - Kazakhstan (440) - Triều Tiên (60) - CHDCND Triều Tiên (168) - Hàn Quốc (807) - Kuwait (24) - Kyrgyzstan (211) - Lào (142) - Liban (28) - Ma Cao (109) - Malaysia (426) - Maldives (146) - Mông Cổ (269) - Myanmar (112) - Nepal (185) - Oman (47) - Pakistan (245) - Palestine (88) - Philippines (272) - Qatar (222) - Ả Rập Xê Út (169) - Singapore (265) - Sri Lanka (173) - Syria (73) - Đài Bắc Trung Hoa (588) - Tajikistan (112) - Thái Lan (829) - Đông Timor (69) - Turkmenistan (72) - UAE (138) - Uzbekistan (232) - Việt Nam (352) - Yemen (32) |

Số vận động viên theo Ủy ban Olympic Quốc gia (theo cao nhất xuống thấp nhất)
| IOC | Quốc gia          | Vận động viên |
| --- | ----------------- | ------------- |
| INA | Indonesia         | 938           |
| CHN | Trung Quốc        | 845           |
| THA | Thái Lan          | 829           |
| KOR | Hàn Quốc          | 807           |
| JPN | Nhật Bản          | 762           |
| TPE | Đài Bắc Trung Hoa | 588           |
| HKG | Hồng Kông         | 580           |
| IND | Ấn Độ             | 572           |
| KAZ | Kazakhstan        | 440           |
| MAS | Malaysia          | 426           |
| IRI | Iran              | 378           |
| VIE | Việt Nam          | 352           |
| PHI | Philippines       | 272           |
| MGL | Mông Cổ           | 269           |
| SGP | Singapore         | 265           |
| PAK | Pakistan          | 245           |
| UZB | Uzbekistan        | 232           |
| QAT | Qatar             | 222           |
| KGZ | Kyrgyzstan        | 211           |
| NEP | Nepal             | 185           |
| SRI | Sri Lanka         | 173           |
| KSA | Ả Rập Xê Út       | 169           |
| PRK | CHDCND Triều Tiên | 168           |
| MDV | Maldives          | 146           |
| LAO | Lào               | 142           |
| UAE | UAE               | 138           |
| BAN | Bangladesh        | 117           |
| MYA | Myanmar           | 112           |
| TJK | Tajikistan        | 112           |
| BRN | Bahrain           | 109           |
| MAC | Ma Cao            | 109           |
| PLE | Palestine         | 88            |
| SYR | Syria             | 73            |
| TKM | Turkmenistan      | 72            |
| TLS | Đông Timor        | 69            |
| AFG | Afghanistan       | 65            |
| COR | Triều Tiên        | 60            |
| IRQ | Iraq              | 56            |
| OMA | Oman              | 47            |
| CAM | Campuchia         | 45            |
| JOR | Jordan            | 35            |
| YEM | Yemen             | 32            |
| LBN | Liban             | 28            |
| BHU | Bhutan            | 24            |
| KUW | Kuwait            | 24            |
| BRU | Brunei            | 15            |

### Lịch thi đấu
| OC | Lễ khai mạc | ● | Cuộc thi đấu nội dung | 1 | Nội dung huy chương vàng | CC | Lễ bế mạc |

| Tháng 8/tháng 9              | Tháng 8/tháng 9             | T6 10 | T7 11 | CN 12 | T2 13 | T3 14 | T4 15 | T5 16 | T6 17 | T7 18 | CN 19 | T2 20 | T3 21 | T4 22 | T5 23 | T6 24 | T7 25 | CN 26 | T2 27 | T3 28 | T4 29 | T5 30 | T6 31 | T7 1 | CN 2 | Nội dung |
| ---------------------------- | --------------------------- | ----- | ----- | ----- | ----- | ----- | ----- | ----- | ----- | ----- | ----- | ----- | ----- | ----- | ----- | ----- | ----- | ----- | ----- | ----- | ----- | ----- | ----- | ---- | ---- | -------- |
| Nghi thức                    | Nghi thức                   |       |       |       |       |       |       |       |       | OC    |       |       |       |       |       |       |       |       |       |       |       |       |       |      | CC   | —        |
| Bắn cung                     | Bắn cung                    |       |       |       |       |       |       |       |       |       |       |       | ●     | ●     | ●     | ●     | ●     | ●     | 4     | 4     |       |       |       |      |      | 8        |
| Bơi nghệ thuật               | Bơi nghệ thuật              |       |       |       |       |       |       |       |       |       |       |       |       |       |       |       |       |       | ●     | 1     | 1     |       |       |      |      | 2        |
| Điền kinh                    | Điền kinh                   |       |       |       |       |       |       |       |       |       |       |       |       |       |       |       | 4     | 11    | 7     | 7     | 9     | 10    |       |      |      | 48       |
| Cầu lông                     | Cầu lông                    |       |       |       |       |       |       |       |       |       | ●     | ●     | ●     | 2     | ●     | ●     | ●     | ●     | 2     | 3     |       |       |       |      |      | 7        |
| Bóng chày                    | Bóng chày                   |       |       |       |       |       |       |       |       |       |       |       |       |       |       |       |       | ●     | ●     | ●     |       | ●     | ●     | 1    |      | 1        |
| Bóng rổ                      | 5 x 5                       |       |       |       |       | ●     | ●     | ●     | ●     |       | ●     | ●     | ●     |       | ●     | ●     | ●     | ●     | ●     | ●     |       | ●     | ●     | 2    |      | 2        |
| Bóng rổ                      | 3 x 3                       |       |       |       |       |       |       |       |       |       |       |       | ●     | ●     | ●     | ●     | ●     | 2     |       |       |       |       |       |      |      | 2        |
| Bowling                      | Bowling                     |       |       |       |       |       |       |       |       |       |       |       |       | 1     | 1     | 1     | 1     | ●     | 2     |       |       |       |       |      |      | 6        |
| Quyền Anh                    | Quyền Anh                   |       |       |       |       |       |       |       |       |       |       |       |       |       |       | ●     | ●     | ●     | ●     | ●     | ●     |       | ●     | 10   |      | 10       |
| Đánh bài                     | Đánh bài                    |       |       |       |       |       |       |       |       |       |       |       | ●     | ●     | ●     | ●     | ●     | ●     | 3     | ●     | ●     | ●     | ●     | 3    |      | 6        |
| Canoeing                     | Vượt chướng ngại vật        |       |       |       |       |       |       |       |       |       |       |       | ●     | 2     | 2     |       |       |       |       |       |       |       |       |      |      | 4        |
| Canoeing                     | Nước rút                    |       |       |       |       |       |       |       |       |       |       |       |       |       |       |       |       |       |       |       | ●     | 6     | ●     | 6    |      | 17       |
| Canoeing                     | Đua thuyền truyền thống     |       |       |       |       |       |       |       |       |       |       |       |       |       |       |       | 2     | 2     | 1     |       |       |       |       |      |      | 5        |
| Đua xe đạp                   | BMX (tự do)                 |       |       |       |       |       |       |       |       |       |       |       |       |       |       |       |       |       |       | 2     |       |       |       |      |      | 2        |
| Đua xe đạp                   | BMX (chạy)                  |       |       |       |       |       |       |       |       |       |       |       |       |       |       |       | 2     |       |       |       |       |       |       |      |      | 2        |
| Đua xe đạp                   | Xe đạp leo núi              |       |       |       |       |       |       |       |       |       |       | 2     | 2     |       |       |       |       |       |       |       |       |       |       |      |      | 4        |
| Đua xe đạp                   | Đường trường                |       |       |       |       |       |       |       |       |       |       |       |       | 1     | 1     | 2     |       |       |       |       |       |       |       |      |      | 4        |
| Đua xe đạp                   | Lòng chảo                   |       |       |       |       |       |       |       |       |       |       |       |       |       |       |       |       |       | 3     | 4     | 2     | 3     | 2     |      |      | 14       |
| Nhảy cầu                     | Nhảy cầu                    |       |       |       |       |       |       |       |       |       |       |       |       |       |       |       |       |       |       | 2     | 2     | 2     | 2     | 2    |      | 10       |
| Đua ngựa                     | Biểu diễn                   |       |       |       |       |       |       |       |       |       |       | 1     | ●     |       | 1     |       |       |       |       |       |       |       |       |      |      | 2        |
| Đua ngựa                     | Ma thuật tổng hợp           |       |       |       |       |       |       |       |       |       |       |       |       |       |       | ●     | ●     | 2     |       |       |       |       |       |      |      | 2        |
| Đua ngựa                     | Nhảy ngựa                   |       |       |       |       |       |       |       |       |       |       |       |       |       |       |       |       |       | ●     | 1     |       | 2     |       |      |      | 2        |
| Đấu kiếm                     | Đấu kiếm                    |       |       |       |       |       |       |       |       |       | 2     | 2     | 2     | 2     | 2     | 2     |       |       |       |       |       |       |       |      |      | 12       |
| Khúc côn cầu trên cỏ         | Khúc côn cầu trên cỏ        |       |       |       |       |       |       |       |       |       | ●     | ●     | ●     | ●     | ●     | ●     | ●     | ●     | ●     | ●     | ●     | ●     | 1     | 1    |      | 2        |
| Bóng đá                      | Bóng đá                     | ●     |       | ●     |       | ●     | ●     | ●     | ●     |       | ●     | ●     | ●     | ●     | ●     | ●     | ●     | ●     | ●     | ●     | ●     | 1     |       | 1    |      | 2        |
| Golf                         | Golf                        |       |       |       |       |       |       |       |       |       |       |       |       |       | ●     | ●     | ●     | 4     |       |       |       |       |       |      |      | 4        |
| Thể dục dụng cụ              | Nghệ thuật                  |       |       |       |       |       |       |       |       |       |       | 1     | 1     | 2     | 5     | 5     |       |       |       |       |       |       |       |      |      | 14       |
| Thể dục dụng cụ              | Nhịp điệu                   |       |       |       |       |       |       |       |       |       |       |       |       |       |       |       |       | 1     | 1     |       |       |       |       |      |      | 2        |
| Thể dục dụng cụ              | Nhào lộn                    |       |       |       |       |       |       |       |       |       |       |       |       |       |       |       |       |       |       |       |       | 2     |       |      |      | 2        |
| Bóng ném                     | Bóng ném                    |       |       |       | ●     | ●     | ●     | ●     | ●     |       | ●     | ●     | ●     | ●     |       | ●     | ●     |       | ●     | ●     | ●     | 1     | 1     |      |      | 2        |
| Jet ski                      | Jet ski                     |       |       |       |       |       |       |       |       |       |       |       |       |       | ●     | 1     | 2     | 1     |       |       |       |       |       |      |      | 4        |
| Judo                         | Judo                        |       |       |       |       |       |       |       |       |       |       |       |       |       |       |       |       |       |       |       | 4     | 5     | 5     | 1    |      | 15       |
| Ju-jitsu                     | Ju-jitsu                    |       |       |       |       |       |       |       |       |       |       |       |       |       |       | M     | M     | M     |       |       |       |       |       |      |      | 9        |
| Kabaddi                      | Kabaddi                     |       |       |       |       |       |       |       |       |       | ●     | ●     | ●     | ●     | ●     | 2     |       |       |       |       |       |       |       |      |      | 2        |
| Karate                       | Karate                      |       |       |       |       |       |       |       |       |       |       |       |       |       |       |       | M     | M     | M     |       |       |       |       |      |      | 13       |
| Kurash                       | Kurash                      |       |       |       |       |       |       |       |       |       |       |       |       |       |       |       |       |       |       | M     | M     | M     |       |      |      | 8        |
| Năm môn phối hợp hiện đại    | Năm môn phối hợp hiện đại   |       |       |       |       |       |       |       |       |       |       |       |       |       |       |       |       |       |       |       |       |       | M     | M    |      | 2        |
| Dù lượn                      | Dù lượn                     |       |       |       |       |       |       |       |       |       |       | ●     | ●     | ●     | M     |       | ●     | ●     | ●     | ●     | M     |       |       |      |      | 6        |
| Pencak silat                 | Pencak silat                |       |       |       |       |       |       |       |       |       |       |       |       |       | ●     | ●     | ●     | ●     | M     |       | M     |       |       |      |      | 16       |
| Thể thao patin               | Trượt băng tốc độ nội tuyến |       |       |       |       |       |       |       |       |       |       |       |       |       |       |       |       |       |       |       |       |       | 2     |      |      | 2        |
| Thể thao patin               | Trượt ván                   |       |       |       |       |       |       |       |       |       |       |       |       |       |       |       |       |       |       | ●     | 4     |       |       |      |      | 4        |
| Chèo thuyền                  | Chèo thuyền                 |       |       |       |       |       |       |       |       |       | ●     | ●     | ●     | ●     | M     | M     |       |       |       |       |       |       |       |      |      | 15       |
| Bóng bầu dục bảy người       | Bóng bầu dục bảy người      |       |       |       |       |       |       |       |       |       |       |       |       |       |       |       |       |       |       |       |       | ●     | ●     | 2    |      | 2        |
| Thuyền buồm                  | Thuyền buồm                 |       |       |       |       |       |       |       |       |       |       |       |       |       |       | ●     | ●     | ●     |       | ●     | ●     |       | 10    |      |      | 10       |
| Sambo                        | Sambo                       |       |       |       |       |       |       |       |       |       |       |       |       |       |       |       |       |       |       |       |       |       | M     | M    |      | 6        |
| Cầu mây                      | Cầu mây                     |       |       |       |       |       |       |       |       |       | ●     | ●     | M     | ●     | ●     | ●     | ●     | ●     | M     | ●     | ●     | ●     | ●     | M    |      | 6        |
| Bắn súng                     | Bắn súng                    |       |       |       |       |       |       |       |       |       | 2     | 4     | 3     | 2     | 2     | 3     | 2     | 2     |       |       |       |       |       |      |      | 20       |
| Soft tennis                  | Soft tennis                 |       |       |       |       |       |       |       |       |       |       |       |       |       |       |       |       |       |       | ●     | 2     | 1     | ●     | 2    |      | 5        |
| Bóng mềm                     | Bóng mềm                    |       |       |       |       |       |       |       |       |       | ●     | ●     | ●     |       | ●     | 1     |       |       |       |       |       |       |       |      |      | 1        |
| Leo núi thể thao             | Leo núi thể thao            |       |       |       |       |       |       |       |       |       |       |       |       |       | 2     | ●     | ●     | 2     | 2     |       |       |       |       |      |      | 6        |
| Bóng quần                    | Bóng quần                   |       |       |       |       |       |       |       |       |       |       |       |       |       | ●     | ●     | ●     | ●     | 2     | ●     | ●     | ●     | ●     | 2    |      | 4        |
| Bơi lội                      | Bơi lội                     |       |       |       |       |       |       |       |       |       | 7     | 7     | 7     | 8     | 6     | 6     |       |       |       |       |       |       |       |      |      | 41       |
| Bóng bàn                     | Bóng bàn                    |       |       |       |       |       |       |       |       |       |       |       |       |       |       |       |       | ●     | ●     | 2     | ●     | 1     | ●     | 2    |      | 5        |
| Taekwondo                    | Taekwondo                   |       |       |       |       |       |       |       |       |       | 4     | 3     | 3     | 2     | 2     |       |       |       |       |       |       |       |       |      |      | 14       |
| Quần vợt                     | Quần vợt                    |       |       |       |       |       |       |       |       |       | ●     | ●     | ●     | ●     | ●     | 2     | 3     |       |       |       |       |       |       |      |      | 5        |
| Ba môn phối hợp              | Ba môn phối hợp             |       |       |       |       |       |       |       |       |       |       |       |       |       |       |       |       |       |       |       |       |       | 1     | 2    |      | 3        |
| Bóng chuyền                  | Bãi biển                    |       |       |       |       |       |       |       |       |       | ●     | ●     | ●     | ●     | ●     | ●     | ●     | ●     | 1     | 1     |       |       |       |      |      | 2        |
| Bóng chuyền                  | Trong nhà                   |       |       |       |       |       |       |       |       |       | ●     | ●     | ●     | ●     | ●     | ●     | ●     | ●     | ●     | ●     | ●     | ●     | 1     | 1    |      | 2        |
| Bóng nước                    | Bóng nước                   |       |       |       |       |       |       | ●     | ●     |       | ●     | ●     | 1     |       | ●     | ●     | ●     | ●     | ●     | ●     | ●     | ●     | ●     | 1    |      | 2        |
| Cử tạ                        | Cử tạ                       |       |       |       |       |       |       |       |       |       |       | 2     | 2     | 1     | 2     | 2     | 2     | 2     | 2     |       |       |       |       |      |      | 15       |
| Đấu vật                      | Đấu vật                     |       |       |       |       |       |       |       |       |       | 5     | 5     | 4     | 4     |       |       |       |       |       |       |       |       |       |      |      | 18       |
| Wushu                        | Wushu                       |       |       |       |       |       |       |       |       |       | M     | M     | M     | M     | M     |       |       |       |       |       |       |       |       |      |      | 15       |
| Sự kiện huy chương hàng ngày |                             |       |       |       |       |       |       |       |       |       |       |       |       |       |       |       |       |       |       |       |       |       |       |      |      |          |
| Tổng số tích lũy             |                             |       |       |       |       |       |       |       |       |       |       |       |       |       |       |       |       |       |       |       |       |       |       |      |      |          |
| Tháng 8/tháng 9              | Tháng 8/tháng 9             | T6 10 | T7 11 | CN 12 | T2 13 | T3 14 | T4 15 | T5 16 | T6 17 | T7 18 | CN 19 | T2 20 | T3 21 | T4 22 | T5 23 | T6 24 | T7 25 | CN 26 | T2 27 | T3 28 | T4 29 | T5 30 | T6 31 | T7 1 | CN 2 | Nội dung |

### Lễ bế mạc
Lễ bế mạc đã được tổ chức vào chủ nhật, ngày 2 tháng 9 năm 2018, vào lúc 19:00 theo giờ địa phương và cũng là giờ Việt Nam. Ngoài các nghệ sĩ địa phương và phân khúc Trung Quốc, các ban nhạc Hàn Quốc Super Junior và iKon sẽ biểu diễn trong buổi lễ.

## Bảng huy chương
Trung Quốc dẫn đầu bảng huy chương lần thứ mười liên tiếp. Triều Tiên đã tuyên bố huy chương vàng đầu tiên của họ tại đại hội thể thao trong nội dung thi đấu 500 mét đua thuyền truyền thống của chèo thuyền nữ. Tổng cộng có 37 nước đã giành được ít nhất một huy chương, và 29 nước đã giành được ít nhất một huy chương vàng. 8 nước không thắng được bất kỳ huy chương nào tại đại hội thể thao.
Mười NOC đứng đầu được xếp hạng tại những đại hội này được liệt kê dưới đây.
| Hạng                | NOC                 | Vàng | Bạc | Đồng | Tổng số |
| ------------------- | ------------------- | ---- | --- | ---- | ------- |
| 1                   | Trung Quốc          | 132  | 92  | 66   | 290     |
| 2                   | Nhật Bản            | 75   | 57  | 73   | 205     |
| 3                   | Hàn Quốc            | 49   | 58  | 70   | 177     |
| 4                   | Indonesia           | 31   | 24  | 43   | 98      |
| 5                   | Uzbekistan          | 20   | 24  | 25   | 69      |
| 6                   | Iran                | 20   | 20  | 22   | 62      |
| 7                   | Đài Bắc Trung Hoa   | 17   | 19  | 31   | 67      |
| 8                   | Ấn Độ               | 16   | 23  | 31   | 70      |
| 9                   | Kazakhstan          | 15   | 18  | 43   | 76      |
| 10                  | CHDCND Triều Tiên   | 12   | 12  | 13   | 37      |
| 11–37               | Các nước còn lại    | 77   | 118 | 205  | 400     |
| Tổng số (37 đơn vị) | Tổng số (37 đơn vị) | 464  | 465 | 622  | 1551    |